# Schefflera robusta
Schefflera robusta là một loài thực vật có hoa trong Họ Cuồng cuồng. Loài này được (A.C.Sm.) A.C.Sm. miêu tả khoa học đầu tiên năm 1941.